# Шатохин, Виктор Фёдорович
Виктор Фёдорович Шатохин (1929—2000) — советский передовик производства в сельском хозяйстве. Депутат Верховного Совета Казахской ССР (1971—1975). Герой Социалистического Труда (1981).

## Биография
Родился 22 марта 1929 года в селе Орёл Петропавловского округа Казахской АССР (ныне — Мамлютский район Северо-Казахстанской области Казахстана. Русский.
С 1941 по 1945 годы в период Великой Отечественной войны работал косарем, возчиком и прицепщиком на тракторе. После окончания курсов механизаторов начал работать трактористом в колхозе «Красный орёл» Мамлютского района Северо-Казахстанской области Казахской ССР.
После прохождения срочной воинской службы в Советской Армии в 1950—194 гг. работал — шофёром, комбайнером в колхозе «Красный орёл» Мамлютского района.
После реорганизации колхоза в 1961 году в совхоз имени Вильямса (в 1962 году переименован в «Искру») был назначен механиком отделения, а через полтора месяца — бригадиром отделения № 4 бригады № 10.
В 1963 году на базе совхоза «Искра» был образован новый совхоз — «Становской», куда он и был откомандирован в феврале того же года в качестве бригадира тракторно-полеводческой бригады № 2 отделения № 1. Многие годы бригада под руководством В. Ф. Шатохина добивалась лучших урожаев зерновых культур, лучшего полевого стана в районе. Бригада становилась победителем социалистического соревнования.
19 апреля 1967 года, 8 апреля 1971 года и 24 декабря 1976 года Указом Президиума Верховного Совета СССР «за отличие в труде» В. Ф. Шатохин награждался Орденом Трудового Красного Знамени, Орденом Ленина и Орденом Знак Почёта.
В 1971—1972 года работал начальником участка № 2, а в апреле 1972 года переведён бригадиром комплексной бригады производственного этого же участка.
19 февраля 1981 года Указом Президиума Верховного Совета СССР «за выдающиеся успехи, достигнутые в выполнении планов и социалистических обязательств по продаже государству в 1980 году миллиарда пудов зерна и перевыполнении планов десятой пятилетки по производству и закупкам хлеба и других сельскохозяйственных продуктов» Виктор Фёдорович Шатохин был удостоен звания Героя Социалистического Труда с вручением Ордена Ленина и золотой медали «Серп и Молот».
Без отрыва от производства окончил Ленинский сельскохозяйственный техникум.
Помимо основной деятельности избирался депутатом Верховного Совета Казахской ССР и Северо-Казахстанского областного Совета народных депутатов.
С 1988 года В. Ф. Шатохин был делегатом XIX всесоюзной конференции КПСС, съезда Коммунистической партии Казахстана, областных и районных партийных конференций.
В апреле 1996 года вышел на заслуженный отдых.
Умер 30 сентября 2000 года. Похоронен на кладбище села Орёл Мамлютского района.

## Награды
- Медаль «Серп и Молот» (19.02.1981)
- Орден Ленина (8.04.1971, 19.02.1981)
- Орден Трудового Красного Знамени (19.04.1967)
- Орден Знак Почёта (24.12.1976)